# Стагир
Стагир, также Стагира и Стагиры (греч. Στάγειρα Στάγιρος, ή Στάγειρος) — город древней Македонии, на востоке полуострова Халкидики, к западу от озера Волви на побережье залива Орфанос (Стримоникос). Руины Стагира находятся в 500 метрах к юго-востоку от современной деревни Олимпиады на небольшом гористом полуострове Лиотопи (Λιοτόπι).
Основан андросцами около 655 года до н. э.. Позже к ним присоединились переселенцы из Халкиды. Стагир был местом рождения Аристотеля (прозванного Стагиритом) и, вследствие этого, разрушенный раньше Филиппом, был восстановлен Александром Македонским, поскольку Аристотель был его учителем.